# Oceanapia niduliformis
Oceanapia niduliformis är en svampdjursart som först beskrevs av Carter 1882.  Oceanapia niduliformis ingår i släktet Oceanapia och familjen Phloeodictyidae.
Artens utbredningsområde är Bahamas. Inga underarter finns listade i Catalogue of Life.